# Корициська (Плонський повіт)
Корициська (пол. Koryciska) — село в Польщі, у гміні Залуський Плонського повіту Мазовецького воєводства.
Населення — 114 осіб (2011).
У 1975-1998 роках село належало до Цехановського воєводства.

## Демографія
Демографічна структура станом на 31 березня 2011 року:
|          | Загалом | Допрацездатний вік | Працездатний вік | Постпрацездатний вік |
| -------- | ------- | ------------------ | ---------------- | -------------------- |
| Чоловіки | 62      | 14                 | 42               | 6                    |
| Жінки    | 52      | 13                 | 28               | 11                   |
| Разом    | 114     | 27                 | 70               | 17                   |